# 斯圖爾特·霍西

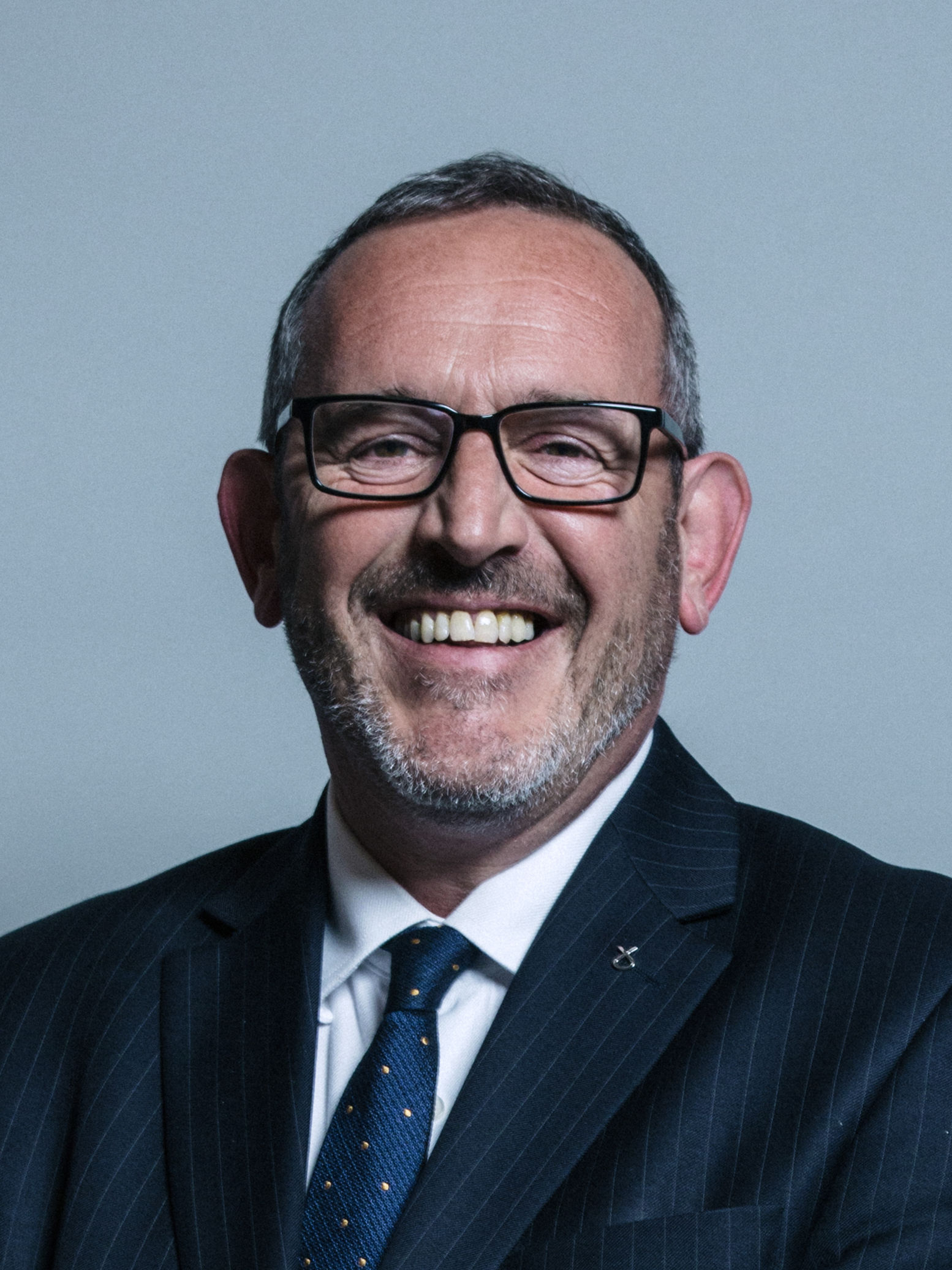

斯圖爾特·霍西（Stewart Hosie，1963年1月3日—）是一位英國政治人物，他的黨籍是蘇格蘭民族黨。自2005年開始，他擔任東鄧迪選區選出的國會議員。2015至2017年間任蘇格蘭民族黨在國會黨團的副領袖。